# Ozark Football Club
Ozark FC é um time de futebol amador sediado em Springdale, Arkansas, que atualmente compete na National Premier Soccer League . As cores da equipe são preto, vermelho e branco. 

## História
O Ozark FC foi anunciado como uma franquia de expansão da National Premier Soccer League em 23 de janeiro de 2017, ingressando na recém-formada Conferência Heartland.  